# Fünfkampf-Länderkampf der Frauen 1978 Sowjetunion – BR Deutschland
| 5. Leichtathletik-Länderkampf mit bundesdeutscher Beteiligung 1978 | 5. Leichtathletik-Länderkampf mit bundesdeutscher Beteiligung 1978 |
| ------------------------------------------------------------------ | ------------------------------------------------------------------ |
|                                                                    |                                                                    |
| Fünfkampf-Vergleich der Frauen: Sowjetunion – BR Deutschland       |                                                                    |
| Austragungsort                                                     | Donezk                                                             |
| Wettbewerbe                                                        | 1                                                                  |
| Datum                                                              | 17./18. Juni                                                       |
| 1. URS 2. FRG                                                      | 17.090 Punkte 17.050 Punkte                                        |
| Chronik                                                            |                                                                    |
| ← URS-FRG 10kampf (M)                                              | FRG-ROU (F) →                                                      |

Im fünften Vergleich des Länderkampfjahres 1978 traten die bundesdeutschen Fünfkämpferinnen wie ihre männlichen Mehrkampfkollegen am 17./18. Juni in Donezk gegen die Sowjetunion an. Neun Begegnungen zwischen diesen Teams hatte es zuvor gegeben, sechs hatte die Sowjetunion gewonnen, drei die Bundesrepublik Deutschland.

## Modus
Jedes Team konnte maximal fünf Vertreterinnen stellen, von denen die vier Besten durch Addition ihrer Punktzahlen für den Länderkampf gewertet wurden. Unter den je Mannschaft gewerteten Fünfkämpferinnen musste sich mindestens eine Juniorin (Jahrgang 1960 oder jünger) befinden.

## Ergebnis
In der Einzelwertung lag eine sowjetische Athletin vorn. In der Gesamtwertung des Länderkampfs ging es so eng zu wie nie zuvor. Am Ende trennten die beiden Teams nur vierzig Punkte voneinander. Die bundesdeutschen Fünfkämpferinnen mussten sich ihren sowjetischen Kontrahentinnen mit 17.050 zu 17.090 Punkten geschlagen geben.

## Resultat
| Platz | Name                 | Nation | Punkte | 100 m Hürden | Kugel- stoßen | Hoch- sprung | Weit- sprung | 800 m      |
| ----- | -------------------- | ------ | ------ | ------------ | ------------- | ------------ | ------------ | ---------- |
| 01    | Jekaterina Smirnowa  | URS    | 4473   | 14,00 s      | 14,34 m       | 1,80 m       | 6,06 m       | 2:19,3 min |
| 02    | Beatrix Philipp      | FRG    | 4401   | 15,22 s      | 17,26 m       | 1,71 m       | 6,00 m       | 2:18,4 min |
| 03    | Nadeschda Karjakina  | URS    | 4270   | 14,44 s      | 13,56 m       | 1,65 m       | 6,15 m       | 2:17,6 min |
| 04    | Iris Künstner        | FRG    | 4261   | 14,83 s      | 12,64 m       | 1,80 m       | 5,99 m       | 2:19,1 min |
| 05    | Ina Losch            | FRG    | 4219   | 14,92s       | 12,06 m       | 1,74 m       | 6,00 m       | 2:14,7 min |
| 06    | Cornelia Sulek       | FRG    | 4209   | 15,01 s      | 14,04 m       | 1,80 m       | 5,96 m       | 2:28,1 min |
| 07    | Tatjana Schlapakowa  | URS    | 4186   | 15,00s       | 14,00 m       | 1,71 m       | 6,18 m       | 2:26,6 min |
| 08    | Olga Kuragina        | URS    | 4121   | 14,50 s      | 11,06 m       | 1,65 m       | 6,12 m       | 2:16,2 min |
| 09    | Olga Rukawischnikowa | URS    | 4117   | 14,55 s      | 12,46 m       | 1,74 m       | 5,80 m       | 2:24,5 min |
| 10    | Astrid Fredebold     | FRG    | 3981   | 14,80 s      | 11,18 m       | 1,71 m       | 5,96 m       | 2:27,3 min |